# 2016-os GP2 brit nagydíj
A 2016-os GP2 brit nagydíj volt a 2016-os GP2-szezon ötödik futama. A versenyeket július 8. és 10. között rendezték Silverstone-ban. A főversenyt Pierre Gasly, a sprintversenyt pedig Jordan King nyerte.

## Időmérő
A brit nagydíj időmérő edzését július 8-án, délután tartották. A pole-pozíciót Norman Nato szerezte meg Pierre Gasly és Nicholas Latifi előtt.
| Helyezés | Rajtszám | Versenyző          | Csapat              | Idő        | Különbség | Körök |
| -------- | -------- | ------------------ | ------------------- | ---------- | --------- | ----- |
| 1.       | 3        | Norman Nato        | Racing Engineering  | 1:38,216   | –         | 11    |
| 2.       | 21       | Pierre Gasly       | Prema Racing        | 1:38,441   | +0,225    | 10    |
| 3.       | 6        | Nicholas Latifi    | DAMS                | 1:38,797   | +0,581    | 10    |
| 4.       | 9        | Raffaele Marciello | Russian Time        | 1:38,842   | +0,626    | 9     |
| Kiz[1]   | 2        | Szergej Szirotkin  | ART Grand Prix      | 1:38,904   | +0,688    | 10    |
| 6.       | 20       | Antonio Giovinazzi | Prema Racing        | 1:38,912   | +0,696    | 10    |
| 7.       | 7        | Mitch Evans        | Campos Racing       | 1:39,084   | +0,868    | 9     |
| 8.       | 4        | Jordan King        | Racing Engineering  | 1:39,123   | +0,907    | 10    |
| 9.       | 12       | Arthur Pic         | Rapax               | 1:39,160   | +0,944    | 11    |
| 10.      | 22       | Oliver Rowland     | MP Motorsport       | 1:39,192   | +0,976    | 5     |
| 11.      | 10       | Artyom Markelov    | Russian Time        | 1:39,370   | +1,154    | 10    |
| 12.      | 1        | Macusita Nobuharu  | ART Grand Prix      | 1:39,572   | +1,356    | 10    |
| 13.      | 19       | Marvin Kirchhöfer  | Carlin              | 1:39,668   | +1,452    | 10    |
| 14.[2]   | 18       | Sergio Canamasas   | Carlin              | 1:39,749   | +1,533    | 10    |
| 15.      | 8        | Sean Gelael        | Campos Racing       | 1:39,750   | +1,534    | 8     |
| 16.      | 11       | Gustav Malja       | Rapax               | 1:39,798   | +1,582    | 11    |
| 17.      | 5        | Alex Lynn          | DAMS                | 1:39,928   | +1,712    | 11    |
| 18.      | 23       | Daniël de Jong     | MP Motorsport       | 1:40,459   | +2,243    | 11    |
| 19.      | 25       | Jimmy Eriksson     | Arden International | 1:40,838   | +2,622    | 10    |
| 20.      | 24       | Nabil Jeffri       | Arden International | 1:41,160   | +2,944    | 4     |
| 21.      | 14       | Philo Paz Armand   | Trident             | 1:41,385   | +3,169    | 10    |
| 22.      | 15       | Luca Ghiotto       | Trident             | Idő nélkül | –         | 0     |

Megjegyzések:
- ↑ 1:  Szergej Szirotkint az edzés után kizárták az időmérőről, mert nem állt meg a kötelező mérlegeléshez. Az orosz pilóta a boxutcából volt kénytelen rajtolni.[1]
- ↑ 2:  Sergio Canamasas 3 rajthelyes büntetésben részesült a szabadedzésen Oliver Rowland felé mutatott sportszerűtlen viselkedése miatt.[2]

## Főverseny
A brit nagydíj főversenyét július 9-én, délután tartották. Nato gond nélkül jött el a rajtnál megelőzve Gasly-t és Latifit, valamint a rendkívül jól rajtoló csapattársát, Kinget. A lágy gumikon rajtoló Rowland és Giovinazzi már az első hat kör után elkoptatták az abroncsaikat, ők voltak az elsők a boxban. Gasly egy körrel később jött ki, így Nato már nyugodtan haladt az élen. Gasly nagyon gyors köröket autózott a kemény keverékű gumikkal, egészen addig, míg a 12. körben lemaradása Natóhoz képest 23 másodpercre csökkent, ami kevesebb volt, mint egy boxkiállás időtartama. Így az előző két évi versennyel ellentétben nem a kemény, hanem a lágy gumikon való indulás tűnt kifizetődőnek. Ezt a taktikát a Prema Racing két versenyzője, Macusita és az utolsó helyről rajtoló Ghiotto vállalta be. Miután Nato is teljesítette a kötelező kiállását, Gasly már ténylegesen átvette a vezetést Ghiotto és Giovinazzi előtt. A 23. körben a két olasz helyet cserélt, ismét a Prema Racing autói álltak az első két helyen. Ezzel a győzelem sorsa nagyjából eldőlt, a lágy gumik nem bizonyultak elég gyorsan az utolsó körökben, az egyetlen nyitott kérdés a harmadik helyezett kiléte maradt. Macusita nem tudta megtartani dobogóját, Rowland, Evans, majd az ugyanazon a taktikán lévő Ghiotto is elment mellette. Az utolsó két körre a két Racing Engineering pilóta is utolérte a lassuló japánt, de megelőzni már nem tudták, a sprintversenyre azonban így megszerezték az első soros rajthelyüket. A sok balszerencsés próbálkozás után Gasly végre behúzta a futamgyőzelmet csapattársa és a hazai pálya előnyeit kihasználó Rowland előtt.
| Helyezés                                | Rajtszám | Versenyző          | Csapat              | Futott kör | Idő/Kiesés oka | Rajthely | Pont |
| --------------------------------------- | -------- | ------------------ | ------------------- | ---------- | -------------- | -------- | ---- |
| 1.                                      | 21       | Pierre Gasly       | Prema Racing        | 29         | 51:39,383      | 2        | 25   |
| 2.                                      | 20       | Antonio Giovinazzi | Prema Racing        | 29         | +9,422         | 5        | 18   |
| 3.[1]                                   | 22       | Oliver Rowland     | MP Motorsport       | 29         | +11,090        | 9        | 15   |
| 4.                                      | 7        | Mitch Evans        | Campos Racing       | 29         | +21,667        | 6        | 12+2 |
| 5.                                      | 15       | Luca Ghiotto       | Trident             | 29         | +24,591        | 21       | 10   |
| 6.                                      | 1        | Macusita Nobuharu  | ART Grand Prix      | 29         | +25,165        | 11       | 8    |
| 7.                                      | 3        | Norman Nato        | Racing Engineering  | 29         | +25,474        | 1        | 6+4  |
| 8.                                      | 4        | Jordan King        | Racing Engineering  | 29         | +25,651        | 7        | 4    |
| 9.                                      | 9        | Raffaele Marciello | Russian Time        | 29         | +31,757        | 4        | 2    |
| 10.                                     | 10       | Artyom Markelov    | Russian Time        | 29         | +33,115        | 10       | 1    |
| 11.                                     | 6        | Nicholas Latifi    | DAMS                | 29         | +34,220        | 3        |      |
| 12.                                     | 19       | Marvin Kirchhöfer  | Carlin              | 29         | +34,409        | 12       |      |
| 13.                                     | 18       | Sergio Canamasas   | Carlin              | 29         | +37,898        | 16       |      |
| 14.                                     | 12       | Arthur Pic         | Rapax               | 29         | +42,610        | 8        |      |
| 15.                                     | 25       | Jimmy Eriksson     | Arden International | 29         | +55,205        | 18       |      |
| 16.                                     | 5        | Alex Lynn          | DAMS                | 29         | +56,604        | 15       |      |
| 17.                                     | 24       | Nabil Jeffri       | Arden International | 29         | +57,490        | 19       |      |
| 18.                                     | 2        | Szergej Szirotkin  | ART Grand Prix      | 29         | +1:02,096      | Boxutca  |      |
| 19.                                     | 23       | Daniël de Jong     | MP Motorsport       | 29         | +1:23,661      | 17       |      |
| 20.                                     | 14       | Philo Paz Armand   | Trident             | 29         | +1:39,764      | 20       |      |
| 21.                                     | 8        | Sean Gelael        | Campos Racing       | 28         | +1 kör         | 13       |      |
| 22.                                     | 11       | Gustav Malja       | Rapax               | 28         | +1 kör         | 14       |      |
| Leggyorsabb kör: Mitch Evans (1:43,172) |          |                    |                     |            |                |          |      |

Megjegyzések:
- ↑ 1:  Oliver Rowland 5 másodperces büntetésben részesült pályaelhagyásért, de a helyezése nem változott.[4]

## Sprintverseny
A brit nagydíj sprintversenyét július 10-én, délelőtt tartották. A Racing Engineering pilótái közel sem rajtoltak olyan jól, mint az tették az előző versenyen, ennek ellenére King megtartotta vezető helyét. Macusita és Rowland ellenben jól rajtoltak, mindketten megelőzték Natót már az első kanyarban. Gasly in beragadt kissé, egészen a 12. helyig esett vissza. Miután Giovinazzi megelőzte Evans-t, Ghiotto is elment Rowland mellett feljőve ezzel a harmadik helyre. Az idő egyre rosszabbra fordult, ez kimondottan Nato és Evans számára alakult rosszul, folyamatosan vesztették a pozíciókat. Ghiotto ellenben őrült tempót diktált, 10 kör után már Macusitát megelőzve a második helyen haladt. 4 körrel a vége előtt eleredt az eső, de nem érte már meg esőgumikra váltani. Macusita Rowland támadásai miatt elmérte a Brooklands kanyart, majd pár másodperccel később Nato ugyanabban a kanyarban végezte a kavicságyban. A kilencedik helyért Kirchhöfer, Canamasas és Latifi harcolt, majd miután a szenvedő Evans-t is megelőzték már az utolsó pontért ment a csata. Ghiotto sokáig haladt King közelében, majd az utolsó körre egy másodpercen belülre került hozzá, de már nem tudta megállítani a brit versenyzőt, hogy újra megnyere a sprintversenyt ausztria után újra. Rowland ismét a harmadik helyen zárt Giovinazzi és Macusita előtt. Marciello, Gasly és Kirchhöfer végeztek még a pontszerző helyeken.
| Helyezés                                 | Rajtszám | Versenyző          | Csapat              | Körök | Idő/Kiesés oka | Rajthely | Pont |
| ---------------------------------------- | -------- | ------------------ | ------------------- | ----- | -------------- | -------- | ---- |
| 1.                                       | 4        | Jordan King        | Racing Engineering  | 21    | 37:35,325      | 1        | 15   |
| 2.                                       | 15       | Luca Ghiotto       | Trident             | 21    | +0,580         | 4        | 12+2 |
| 3.                                       | 22       | Oliver Rowland     | MP Motorsport       | 21    | +11,664        | 6        | 10   |
| 4.                                       | 20       | Antonio Giovinazzi | Prema Racing        | 21    | +11,786        | 7        | 8    |
| 5.                                       | 1        | Macusita Nobuharu  | ART Grand Prix      | 21    | +17,518        | 3        | 6    |
| 6.                                       | 9        | Raffaele Marciello | Russian Time        | 21    | +20,467        | 9        | 4    |
| 7.                                       | 21       | Pierre Gasly       | Prema Racing        | 21    | +23,126        | 8        | 2    |
| 8.                                       | 19       | Marvin Kirchhöfer  | Carlin              | 21    | +25,873        | 12       | 1    |
| 9.                                       | 18       | Sergio Canamasas   | Carlin              | 21    | +26,721        | 13       |      |
| 10.                                      | 6        | Nicholas Latifi    | DAMS                | 21    | +27,370        | 11       |      |
| 11.                                      | 12       | Arthur Pic         | Rapax               | 21    | +28,061        | 14       |      |
| 12.                                      | 10       | Artyom Markelov    | Russian Time        | 21    | +28,632        | 10       |      |
| 13.                                      | 7        | Mitch Evans        | Campos Racing       | 21    | +28,844        | 5        |      |
| 14.                                      | 5        | Alex Lynn          | DAMS                | 21    | +29,598        | 16       |      |
| 15.                                      | 24       | Nabil Jeffri       | Arden International | 21    | +31,284        | 17       |      |
| 16.                                      | 23       | Daniël de Jong     | MP Motorsport       | 21    | +32,249        | 19       |      |
| 17.                                      | 25       | Jimmy Eriksson     | Arden International | 21    | +35,412        | 15       |      |
| 18.                                      | 8        | Sean Gelael        | Campos Racing       | 21    | +40,058        | 21       |      |
| 19.                                      | 11       | Gustav Malja       | Rapax               | 21    | +46,964        | 22       |      |
| 20.                                      | 14       | Philo Paz Armand   | Trident             | 21    | +1:30,028      | 20       |      |
| 21.                                      | 2        | Szergej Szirotkin  | ART Grand Prix      | 21    | +1:30,624      | 18       |      |
| 22.                                      | 3        | Norman Nato        | Racing Engineering  | 19    | Kicsúszás      | 2        |      |
| Leggyorsabb kör: Luca Ghiotto (1:44,199) |          |                    |                     |       |                |          |      |

## A bajnokság állása
(Teljes táblázat)
| H  | Versenyzők         | Pont | H  | Konstruktőrök      | Pont |
| -- | ------------------ | ---- | -- | ------------------ | ---- |
| 1. | Oliver Rowland     | 79   | 1. | Prema Racing       | 152  |
| 2. | Antonio Giovinazzi | 78   | 2. | Racing Engineering | 129  |
| 3. | Pierre Gasly       | 74   | 3. | Russian Time       | 127  |
| 4. | Raffaele Marciello | 72   | 4. | Campos Racing      | 98   |
| 5. | Mitch Evans        | 70   | 5. | ART Grand Prix     | 86   |